# Katastrofa promu na Motławie
Katastrofa promu na Motławie – katastrofa, do której doszło 1 sierpnia 1975 w Gdańsku. W jej wyniku zginęło 18 osób.

## Historia
Feralnego dnia w Gdańsku odbywał się jarmark dominikański. Do miasta przyjechało wielu turystów, był środek sezonu turystycznego.
Aby ułatwić turystom i mieszkańcom komunikację pomiędzy pieszą w Śródmieściu przez Motławę uruchomiony był prom linowy łączący ulicę Wiosny Ludów z ulicą Sienna Grobla, przez Motławę. Na przeprawie promowej kursowały dwa promy starego typu o kształcie prostokątnej tratwy. Prom numer 2, który uległ katastrofie nie posiadał żadnych zbiorników balastowych, jak również nie miał wyróżnionej rufy ani dziobu. Wchodziło się do niego z jednej strony, a pokład opuszczało stroną drugą. Analogicznie odbywał się przejazd ludzi w drugim kierunku. Środkowa część promu była osłonięta blaszanym dachem, a boki brezentowymi ściankami. W momencie katastrofy to rozwiązanie stało się pułapką dla pasażerów. Zginęli ludzie, którzy zostali uwięzieni w obudowie promu oraz wciągnięci wirem, spowodowanym przez tonącą jednostkę.

## Katastrofa
Tego dnia w środku dnia nad Gdańskiem przeszła ulewa, po godzinie 14 nie jeździły tramwaje, toteż część ludzi skorzystała z promu, by nie iść pieszo. Do wypadku doszło około godziny 15, gdy prom stojąc na rzece czekał na przepłynięcie stateczku Żeglugi Gdańskiej „Maryla”, który kierował się w kierunku morza. Statek zaczepił o napięte liny stalowe, po których prom był prowadzony. „Maryla” pociągnęła liny wciągając prom pod wodę. Osoby znajdujące się pod zadaszeniem miały niewielkie szanse na wydostanie się na otwartą część i ewentualną ucieczkę do wody. W chwili gdy statek zaczepił linę, ławki i wyposażenie poprzewracały się tarasując wyjście. Prom zatonął w ciągu niecałej minuty. 

## Akcja ratunkowa
Początkowo osoby które nie poszły ze statkiem na dno ratowały inne osoby. Józef Piechowski, chociaż został wciągnięty pod wodę i opadł na dno po kolana, wyrwał się w górę. Na powierzchnię wyciągnął też innego pasażera promu. Natychmiast do akcji ratunkowej przystąpił kapitan „Maryli” oraz inne okoliczne jednostki. Kilka minut po katastrofie ówczesny  kapitan Portu Gdańskiego Zbigniew Grabski otrzymał wiadomość o zatonięciu promu. Natychmiast udał się szybką motorówką i przy użyciu sprzętu ratowniczego Portu i Ligi Obrony Kraju przystąpił wraz z innymi do akcji ratunkowej. Do pomocy włączono też jednostki specjalne Marynarki Wojennej. Po wyciągnięciu kilku ciał dźwig ze Stoczni Gdańskiej przystąpił do podnoszenia statku. Znaleziono w nim 15 ciał przyczepionych do sufitu. Łącznie w tym dniu odnaleziono 16 ciał. 2 sierpnia, już po podniesieniu jednostki, na miejsce katastrofy przybył nurek Marynarki Wojennej Andrzej Liszewski, celem odnalezienia miejsca, w którym statek pasażerski zaczepił o linę. Znalazł on jeszcze dwa ciała: chłopca zaplątanego w linę stalową oraz starszego mężczyzny. Promem podróżowało blisko 40 osób. Życie straciło 18 osób.

## Lista zabitych
- Mieszkańcy Gdańska:
  - Jan Butio (lub Butia)[1]
  - Hieronim Greszkiewicz[1]
  - Roman Stefaniak[1]
  - Józef Jaworski[1]
  - Wiesław (lub Witold) Grzela[1]
  - Elżbieta Niemczyk[1]
  - Henryk Dziaduch[1]
  - Edmund Odalski[1]
  - Jan Matukiewicz[1]
  - Marianna Bal[1]
  - Leszek Pawełczyk[1]
  - Marian Skiba[1]
- Mieszkańcy Gdyni:
  - Marianna Kudlicka[1]
  - Marian Wilschenbach[1]
- Mieszkańcy Sopotu:
  - Paweł Szlagowski[1]
  - Stefan Rapała (lub Rapola)[1]
  - Konstanty Prokopowicz[1]

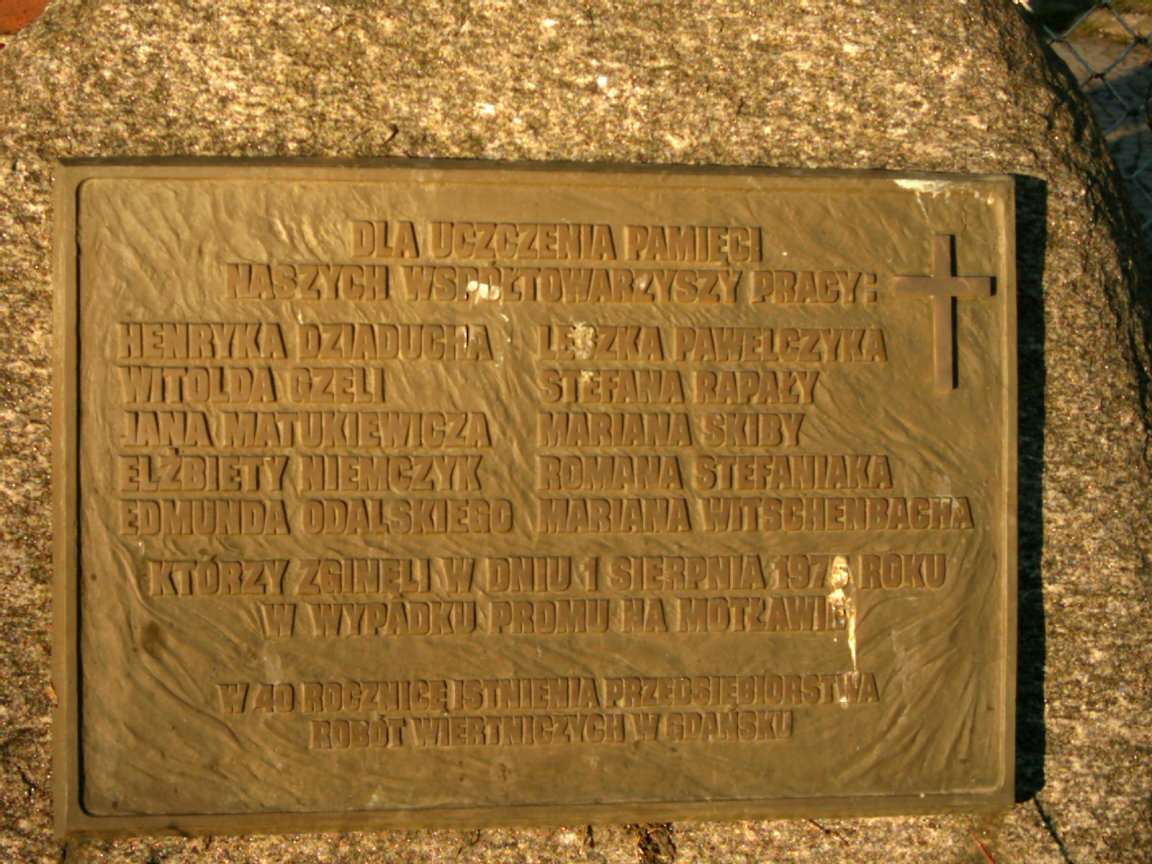
Tablica pamiątkowa przy Przedsiębiorstwie Robót Wiertniczych Hydropol w Gdańsku

- Ginter Roter z Pruszcza Gdańskiego[1]

## Dochodzenie i wyjaśnienie
Przyczyną zatonięcia „promu nr 2” było zerwanie przez statek pasażerki „Maryla” linii stalowej która służyła do napędu tego promu. W czasie kiedy prom odbijał od brzegu, do przeprawy dopływał statek pasażerski, który nie został dostrzeżony. Chociaż z „Maryli” rozległ się gwizdek, to załoga promu go nie usłyszała lub zlekceważyła. Prom ruszając podniósł i naprężył linę, tuż pod powierzchnią wody. W momencie, gdy statek pasażerski doszedł do liny, ta przeszła pod całym kilem, zahaczyła o śrubę napędową i została zerwana. Poprzez to prom został gwałtownie szarpnięty, nabrał wody i poszedł na dno. 
Oskarżonym o spowodowanie wypadku został Jerzy Kozłowski, który przez Zarząd Dróg i Mostów w Gdańsku został wyznaczony kierownikiem promu. W toku wyjaśnień na jaw wyszło, że miał on niedosłuch. Stwierdzono również encefalopatię o nieustalonej etiologii. Ponadto stwierdzono lekkie upośledzenie.
Sprawa trafiła do izby morskiej. 26 listopada 1975 roku Izba Morska przy Sądzie Wojewódzkim w Gdańsku pod przewodnictwem sędziego Eugeniusza Jabłońskiego oraz kapitanów Żeglugi Wielkiej: Eustachego Wiśniowskiego i Józefa  Struga wydano orzeczenie. Izba orzekła, że winę za katastrofę ponosi Zarząd Dróg i Mostów w Gdańsku. Ustalono też, że do zdarzenia przyczynił się również Urząd Morski w Gdyni i kapitanat portu w Gdańsku. 
Wyrok zapadł w styczniu 1977. Promowy skazany został na 11 miesięcy pozbawienia wolności, z zawieszeniem na 3 lata.  